# El Majagual
El Majagual är en ort i Mexiko.   Den ligger i kommunen Ixhuatán och delstaten Chiapas, i den sydöstra delen av landet, 700 km öster om huvudstaden Mexico City. El Majagual ligger 826 meter över havet och antalet invånare är 193.
Terrängen runt El Majagual är bergig söderut, men norrut är den kuperad. Runt El Majagual är det ganska tätbefolkat, med 72 invånare per kvadratkilometer. Närmaste större samhälle är Tapilula, 10,2 km söder om El Majagual. I omgivningarna runt El Majagual växer i huvudsak städsegrön lövskog.